# Apeadeiro de Gatão
O Apeadeiro de Gatão foi uma gare da Linha do Tâmega, que servia a localidade de Gatão, no Município de Amarante, em Portugal.

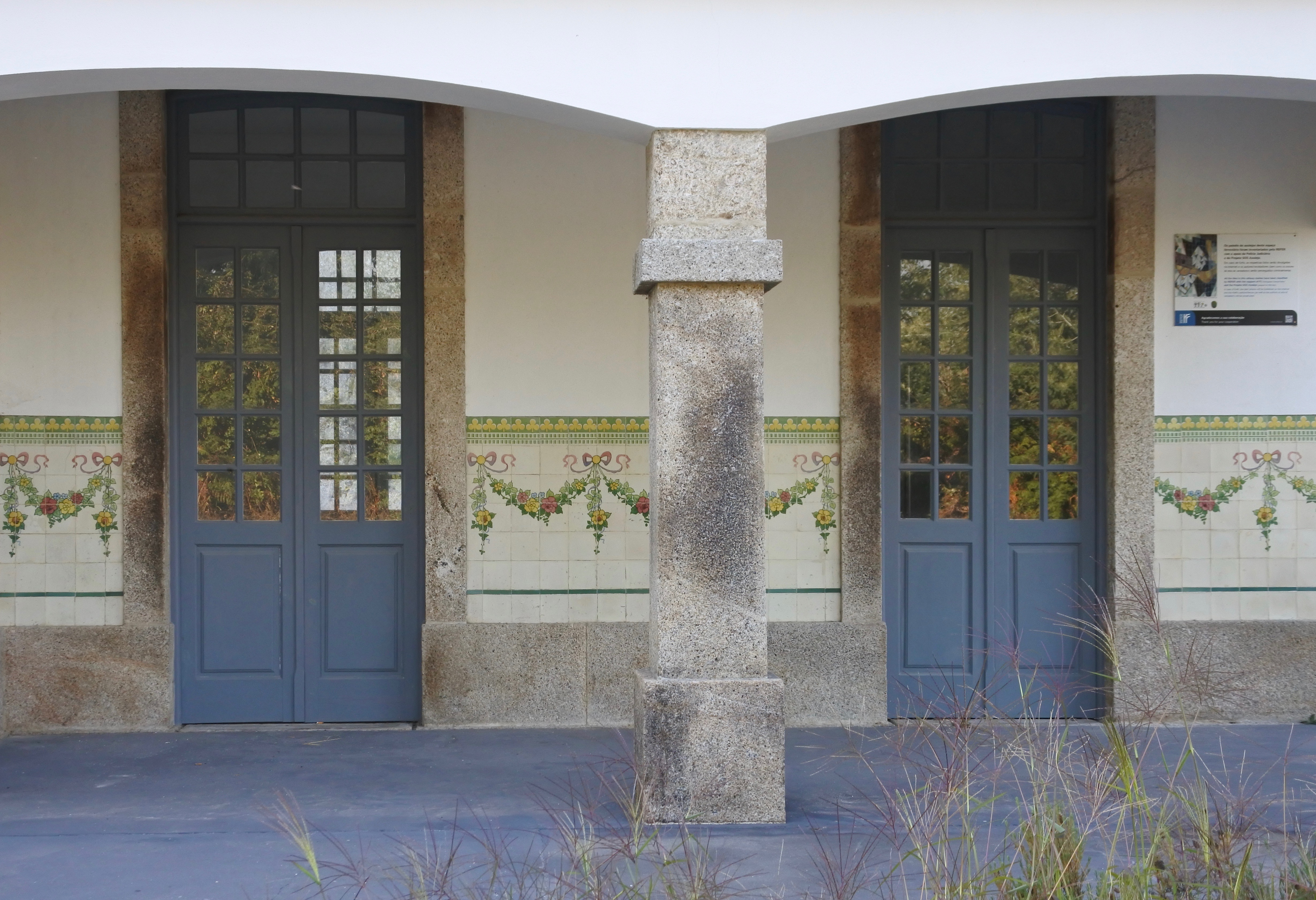
Gare do apeadeiro, em 2016

## História

### Inauguração
Esta interface entrou ao serviço como parte do troço entre Amarante e Chapa, em 22 de Novembro de 1926, possuindo inicialmente a categoria de estação. Este lanço foi construído pela Administração dos Caminhos de Ferro do Estado. O edifício foi construído no estilo tradicional português.

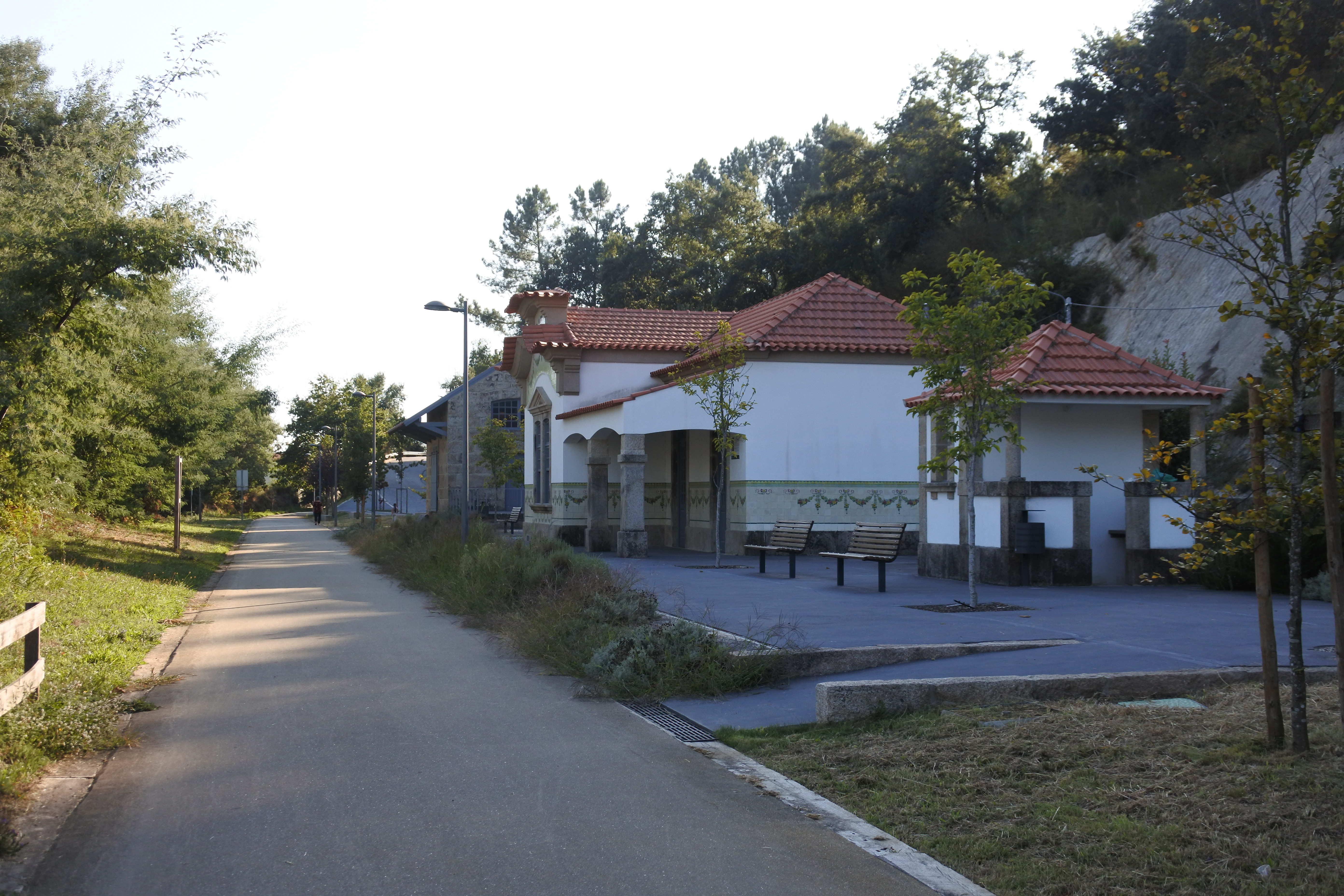
Vista geral do apeadeiro, em 2016

### Transição para a Companhia do Norte
Em 1927, a Companhia dos Caminhos de Ferro Portugueses recebeu a gestão das linhas do estado, tendo subarrendado a Linha do Tâmega à Companhia dos Caminhos de Ferro do Norte de Portugal. Entre 1931 e 1932, foi preparado o plano para a estrada de acesso à estação de Gatão.
Em 20 de Março de 1932, foi inaugurado o troço de Chapa a Celorico de Basto; o comboio inaugural parou em Gatão, onde o ministro do comércio foi homenageado, e recebido pelo prior da freguesia, que pediu a construção da estrada desde a estação à sede da freguesia.
Um diploma do Ministério das Obras Públicas e Comunicações de 25 de Novembro de 1936 adjudicou a João Monteiro Peixoto a empreitada n.º 4 da Linha do Vale do Tâmega, correspondente à pavimentação da estrada de acesso à estação de Gatão, no valor de 23.400$00. O auto de recepção definitiva desta empreitada foi aprovado por um diploma publicado no Diário do Governo n.º 118, II Série, de 24 de Maio de 1938.

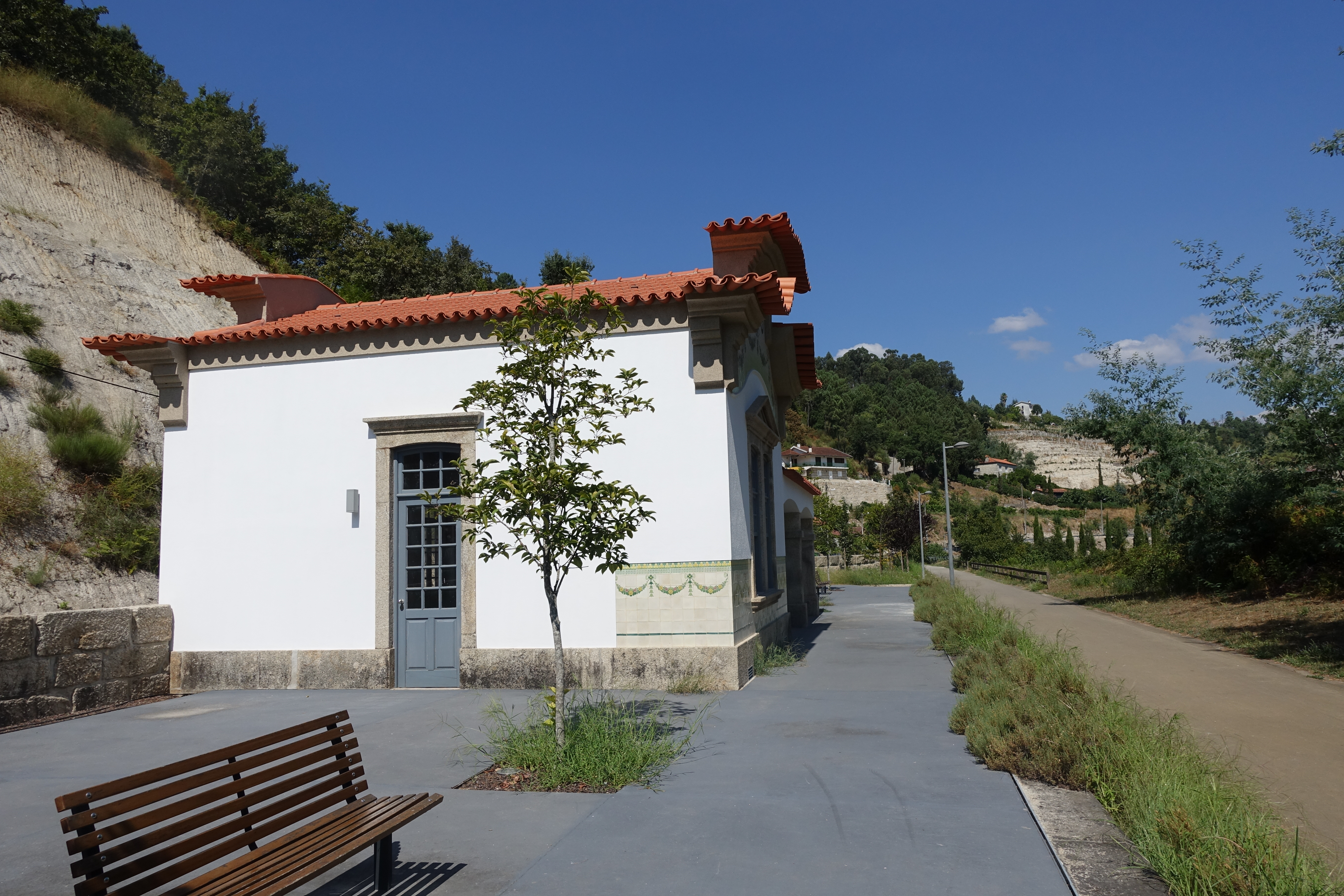
Vista geral do apeadeiro, em 2016

### Transição para a CP
Em 1947, a Companhia do Norte foi integrada na Companhia dos Caminhos de Ferro Portugueses, regressando a Linha do Tâmega à exploração directa daquela empresa.

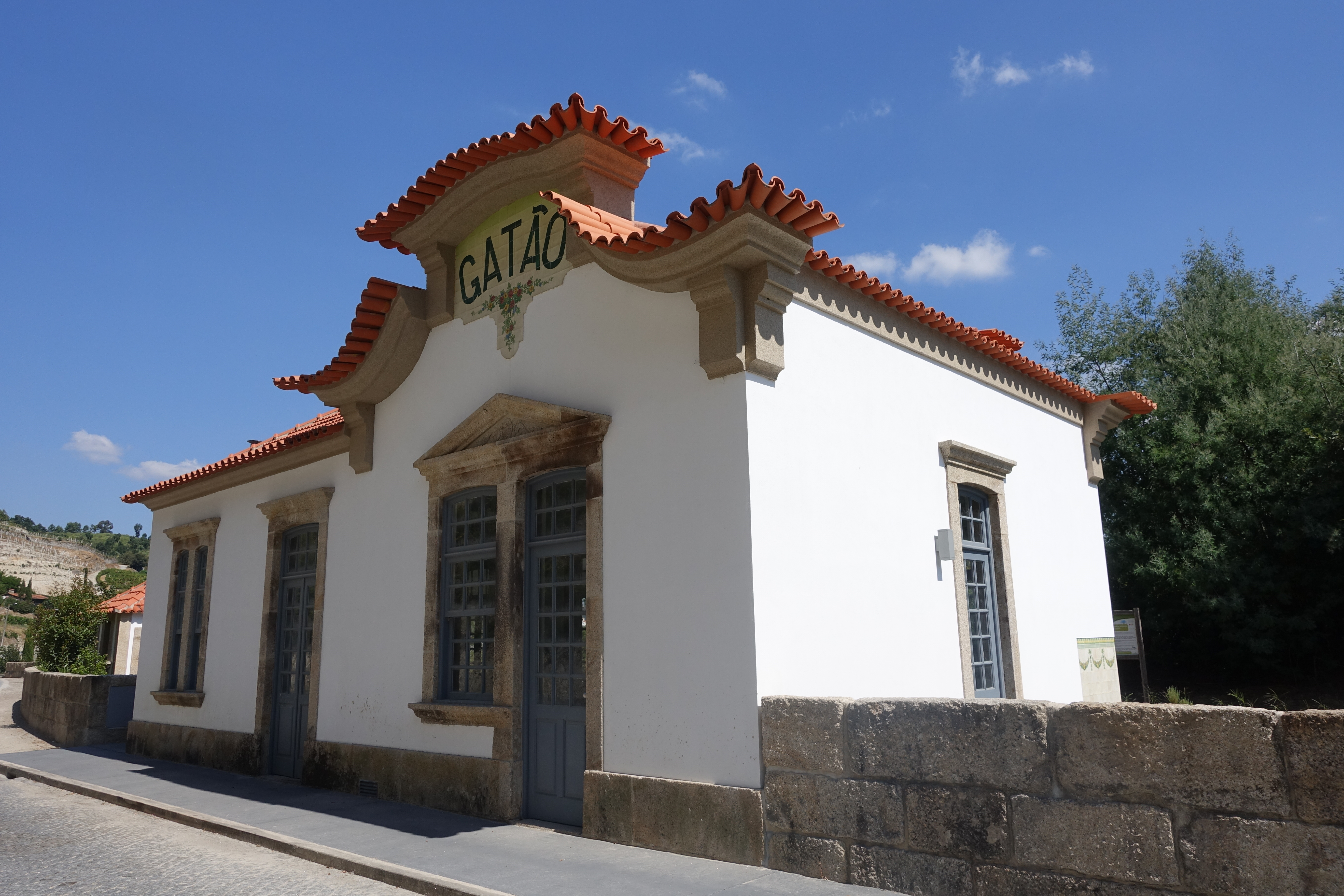
Vista de rua do apeadeiro, em 2016

### Encerramento e transformação em ecopista
O lanço entre Arco de Baúlhe e Amarante foi encerrado pela empresa Caminhos de Ferro Portugueses em 2 de Janeiro de 1990, devido ao reduzido movimento.
O antigo canal ferroviário foi adaptado para servir como ecopista, que foi inaugurada em 30 de Abril de 2011 no troço até Amarante.